# Ковалівське
Ковалівське — село в Україні, у Краснокутській селищній громаді Богодухівського району Харківської області. Населення становить 173 осіб. До 2020 орган місцевого самоврядування — Костянтинівська селищна рада.

## Географія
Селище Ковалівське знаходиться між річками Грузька і Ковалівка, за 3 км від селища Костянтинівка. Через село протікає пересихаючий струмок з загатою.

## Історія
12 червня 2020 року, розпорядженням Кабінету Міністрів України № 725-р «Про визначення адміністративних центрів та затвердження територій територіальних громад Харківської області», увійшло до складу Краснокутської селищної громади.
19 липня 2020 року, в результаті адміністративно-територіальної реформи та ліквідації Краснокутського району, селище увійшло до складу Богодухівського району.